# Delegacja do Kongresu USA stanu Maine

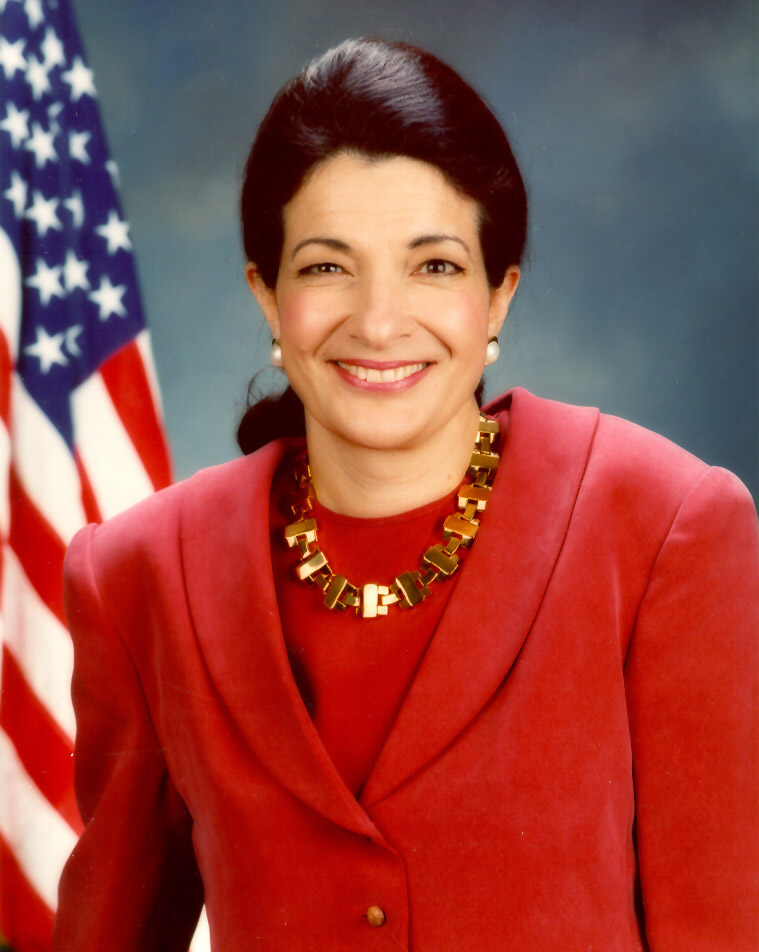
Senator Olympia Snowe jest najstarszym stażem kongresmanem ze stanu (od 1979)

Delegacja do Kongresu Stanów Zjednoczonych stanu Maine liczy czterech kongresmenów (dwóch senatorów oraz dwóch reprezentantów). Maine został przyjęty do Unii jako 23. stan dnia 15 marca 1820, więc stanowa reprezentacja zasiada od 16. Kongresu (1819–1821).
Czynne prawo wyborcze przysługuje tym amerykanom, którym przysługuje prawo głosu w wyborach do stanowej Izby Reprezentantów (Maine House of Representatives).

## 111. Kongres (2009-11)
W ostatnich wyborach 4 listopada 2008 wybierano reprezentantów oraz senatora. W wyborach do Izby Reprezentantów deputowanego Toma Allena (Partia Demokratyczna) ubiegającego się o stanowisko senatora zastąpiła partyjna koleżanka Chellie Pingree. Ostatecznie Tom Allen przegrał z ubiegającą się o reelekcję senator Susan Collins z Partii Republikańskiej stosunkiem głosów odpowiednio 38,6% do 61,3%.
W najbliższych wyborach 2 listopada 2010 mieszkańcy będą wybierać jedynie dwóch reprezentantów.
| Senat | Senat         | Senat  | Senat           |
| Klasa | Senator       | Partia | Urzęduje od     |
| ----- | ------------- | ------ | --------------- |
| 1     | Olympia Snowe | R      | 4 stycznia 1995 |
| 2     | Susan Collins | R      | 7 stycznia 1997 |

| Izba Reprezentantów | Izba Reprezentantów | Izba Reprezentantów | Izba Reprezentantów |
| Okręg               | Reprezentant        | Partia              | Urzęduje od         |
| ------------------- | ------------------- | ------------------- | ------------------- |
| 1                   | Chellie Pingree     | D                   | 6 stycznia 2009     |
| 2                   | Mike Michaud        | D                   | 7 stycznia 2003     |

## 110. Kongres (2007-09)
W wyborach 7 listopada 2006 wybierano reprezentantów oraz senatora. W wyborach do Senatu uzyskała reelekcję Olympia Snowe (Partia Republikańska).

## Liczba kongresmenów
Z chwilą wejścia do Unii stan Maine uzyskał prawo wyboru jednego delegata do Izby Reprezentantów oraz dwóch senatorów. Jednak już w następnych wyborach w Maine wybrano siedmiu reprezentantów. W związku z rosnącą populacją stanu Maine zwiększała się również liczba delegatów (do ośmiu reprezentantów w latach 1833–1843). Od 1843 liczba kongresmanów systematycznie spada. Obecnie (od 1963) Maine jest reprezentowany przez czterech kongresmanów (w tym 2 senatorów).

### Zmiany liczby reprezentantów
| - 1820–1821 – 1 - 1821–1833 – 7 - 1833–1843 – 8 - 1843–1853 – 7 - 1853–1863 – 6 | - 1863–1883 – 5 - 1883–1885 – 4 (wybieranych w jednym okręgu) - 1885–1933 – 4 - 1933–1963 – 3 - od 1963 – 2 |  |